# ティボー3世 (シャンパーニュ伯)
ティボー3世 （Thibaut III de Champagne, 1179年1月3日 - 1201年3月24日）は、シャンパーニュ伯（在位：1197年 - 1201年）。アンリ1世（自由伯）と妃マリー・ド・フランス（フランス王ルイ7世とアリエノール・ダキテーヌの娘）の最年少の男子。

## 生涯
1197年、長兄アンリ2世の死により、後継者に指名され、伯位を継承した。
1199年、シャルトルにてナバラ王女ブランシュと結婚した。彼女はサンチョ6世の娘で、サンチョ7世とイングランド王リチャード1世妃ベレンガリアの妹であった。
ローマ教皇インノケンティウス3世の呼びかけに応じて、義兄弟であるフランドル伯ボードゥアン9世、従兄のブロワ伯ルイ1世とともに十字軍への参加を決めた。ティボー3世は第4回十字軍の指揮官を務めることになった。
1200年、妃ブランシュが女児を生み、マリーと名づけられた。聖地遠征の準備を進めていたさなかの1201年3月24日、ティボー3世はトロワの宮殿で急死した。彼の死からわずか数日後の3月30日、懐妊中であったブランシュが男児を出産した。この男児がティボー4世として伯位を継承した。また、ティボー4世は男子の絶えたナバラ王位も継承し、テオバルド1世となった。